# Beneficiarieraltar (Bad Cannstatt)

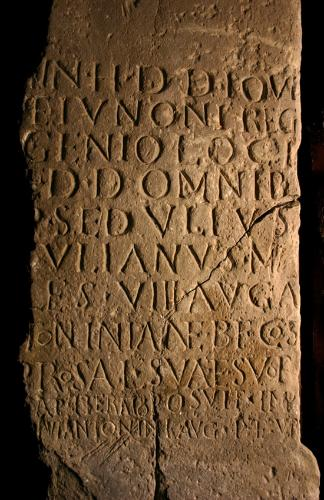
Beneficiarieraltar (Foto: Landesmuseum Württemberg)

Der Beneficiarieraltar aus Bad Cannstatt, einem Stadtteil von Stuttgart in Baden-Württemberg, stammt aus dem ersten Viertel des 3. Jahrhunderts nach Christus. Das Original ist im Besitz des Landesmuseums Württemberg und wird in der Schausammlung Legendäre MeisterWerke im Alten Schloss in Stuttgart ausgestellt.
Der Altar aus Schilfsandstein ist 1,16 Meter hoch, 54 cm breit und hat eine Tiefe von 33 cm.
Der Altar des Benefiziariers Publius Sedulius Iulianus wurde von diesem aus Anlass seiner Rückkehr in die Beneficiarierstation errichtet.
In Bad Cannstatt, dem wichtigsten römischen Straßenknotenpunkt Südwestdeutschlands, fanden sich zahlreiche Altäre von Benefiziariern. Der Altar wurde im 16. Jahrhundert in der Nähe des Uff-Kirchhofes gefunden und zwischen 1583 und 1597 nach Stuttgart gebracht.

## Inschrift
IN H(onorem) D(omus) D(ivinae) I(ovi) O(ptimo) M(aximo)
ET IVNONI REG(inae)
GENIO LOCI
ET D(is) D(eabus) OMNIB(us)
P(ublius) SEDVLIVS
IVLIANVS M[ILES]
LEG(ionis) VIII AVG(ustae) A[N]
TONINIANAE B(ene)F(icarius) CO(n)S(ularis)
PRO SAL(ute) SVA ET SVOR(um)
[S]TATIONE ITERAT(a) POSVIT IMP(eratore)
D(omino) [N(ostro)] ANTONINI AVG(usto) [II]II ET VR(?)
[…COS]
Übersetzung: „Zu Ehren des göttlichen Kaiserhauses dem Iuppiter Optimus Maximus und der Iuno Regina, dem Genius Loci und allen anderen Göttern und Göttinnen hat Publius Sedulius Iulianus, Soldat der Legio VIII Augusta Antoniniana, Beneficiarier des Statthalters, für sein Heil und das der seinen nach der Rückkehr in die Station den Altar aufstellen lassen, als unser Herr Antoninus Augustus zum vierten Mal und Ur(?) Consuln waren“ (vom Landesmuseum Württemberg).